# Неклюдовський археологічний комплекс
Неклюдовський археологічний комплекс 9-13 сторіччя розташований в 3-4 км до захід від сільця Неклюдово Шемишейського району Пензенської області. Складається з двох буртаських городищ й двох буртаських селищ, з'єднаних між собою давніми дорогами, що збереглися на схилах ярів.
Неклюдовський археологічний комплекспоєднується на півночі з Армієвським археологічним районом, таким чином складаючи крайню південну область країни буртасів.
В історичному плані Неклюдовський археологічний комплекс відображає процес освоєння буртасів лівого притоки Сури річки Уза та повстання державності, — Буртаського князівства, з активними торгівельними зв'язками.

## Неклюдовське городище-1
Неклюдовське городище-1, вперше згадувалося у 1884 році Н. П. Горожанським; обстежено пізніше Г. Мінхом, О. О.. Кротковим, П. С. Риковим, М. Р. Полєсських, Г. Н. Белорибкіним.
Відноситься до 11-13 сторіччя. Розташоване на великому мисі, перегороджено зовні ровом й валом, укріпленим у фундаменті цеглянною кладкою. У кінці мису був розташований замок, захищений двома рядами глибоких ровів з високими валами, поверх яких стояли замкові стіни з дерев'яого зрубу.
На південному схилі яру біля вершини мису розташована печера «Казна-Пандо».
На городище виявлено ліпний й круговий посуд коричнево-червоного кольору з ангобом різних форм: горщики, миски, глечики, сковороди. Багато ремесницьких виробів із заліза, бронзи, каменю (жорна), а також кухонних відкидів (кістки тварин) та злаків.

## Неклюдовське городище-2
Неклюдовське городище 2 розташовувалося на крутому мисі на південь від Неклюдовського городища-1. Було сильно зміцнено з усіх боків валами й ровами. Відноситься до 12-13 сторіччя. Використовувалося лише у воєнні часи.

## Неклюдовські селища
За ярами по обидві сторони від Неклюдовського городища-1 розташовані буртаські селища 9-13 сторіччя.
На їх території зустрічаються речі й кераміка, тотожні посуду на городище, але більш буденна, що свідчить про сільський характер селищ. Також тут виявлено посуд з Волзької Булгарії, центральноазійський, половецький та мокшанський.